# J8
Pour les articles homonymes, voir J8 (homonymie).

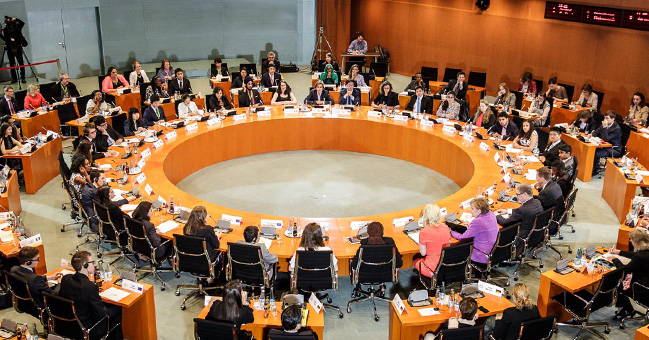
J7 summit 2015 participants in discussion with Chancellor Angela Merkel
Photo: Bundesregierung/Denzel

Le J8 est un sommet annuel où siègent des jeunes des huit pays du G8. Organisé par le pays organisateur du sommet du G8, l'UNICEF et la Morgan Stanley, le sommet se tient chaque année conjointement avec un sommet du G8. Il a pour but d'informer les jeunes des pays membres aux enjeux mondiaux et de leur donner une occasion de s'impliquer dans leur évolution. « J8 » est tiré de l'anglais « Junior 8 ». 
Les participants doivent être âgés entre 14 et 17 ans. Ils doivent remporter un concours pour participer au sommet. En tout, une équipe de 8 jeunes par pays est sélectionnée, généralement issus de 1 ou 2 établissements du secondaire, quoique ce ne fut pas le cas pour la délégation russe de 2007 qui fut composée de 8 jeunes venus de toute la Russie. À ces 8 délégations de 8 membres représentant les pays membres du G8 s'ajoutent 10 jeunes venus de 10 pays en voie de développement. Les 74 jeunes se réunissent alors pendant une semaine pour établir une déclaration commune et cooptent 9 d'entre eux, 1 pour chacun des 8 pays membres et 1 pour les pays en voie de développement, pour aller présenter et discuter de ces décisions avec les 8 chefs d'État du G8 au cours d'une table ronde qui a généralement lieu la veille de la clôture du J8.  
Au sommet, les jeunes rencontrent les représentants de chaque pays et participent à des ateliers, discussions et activités, dans le but de rédiger un communiqué. Ce communiqué sera remis aux dirigeants des pays du G8. Les thèmes du sommet de G8 sont aussi ceux du J8.
Cet événement a eu lieu pour la première fois en juillet 2005, à Édimbourg (Écosse). Le sommet de 2006 a lui eu lieu à Saint-Pétersbourg (Russie), et les équipes ont chacune eu droit à 45 minutes d'entretien avec chacun des dirigeants des pays du G8.
Le dernier sommet s'est tenu du 3 au 9 juin 2007 à Wismar dans le Land de Mecklembourg-Poméranie-Occidentale en Allemagne, avec une table ronde avec les 8 chefs d'État du G8 le 7 juin à Heiligendamm. Les délégations de chaque pays ont été :
- Allemagne : des élèves de l'Internatsschule (« école internat », en fait Lycée, ou Oberstufe) Schloss Hansenberg de Geisenheim dans le Land de Hesse. La déléguée à la table ronde avec le G8 fut Lisa-Marie Ullrich, 16 ans.
- Canada : des élèves de l'école secondaire De Rochebelle à Québec, dans la province du même nom. La déléguée à la table ronde avec le G8 fut Marion Guay-Arcand, 17 ans.
- États-Unis : des élèves de la Harker School de San José en Californie. La déléguée à la table ronde avec le G8 fut Kavitha Narra, 16 ans.
- France : des élèves du lycée Georges-Dumézil de Vernon dans l'Eure (Haute-Normandie) et du lycée Léonard-de-Vinci de Montaigu en Vendée (Pays de la Loire). La déléguée à la table ronde avec le G8 fut Anne-Charlotte Bonetti, 16 ans, de Montaigu.
- Italie : des élèves de la Scuola Media (ou Secondaria, à la fois collège et lycée) Statale de Comun Nuovo dans la province de Bergame en Lombardie. Le délégué à la table ronde avec le G8 fut Lorenzo Cinieri, 16 ans.
- Japon : des élèves du lycée Hiroo Gakuen dans le quartier de Hiroo (considéré comme un « quartier français » et un des quartiers diplomatiques de la capitale japonaise) dans l'arrondissement de Minato à Tokyo. La déléguée à la table ronde avec le G8 fut Michelle Miki Nakajima, 15 ans.
- Royaume-Uni : des élèves de l'Aylesbury High School dans le Buckinghamshire en Angleterre. La déléguée à la table ronde avec le G8 fut Ellen McCloy Smith, 14 ans.
- Russie : huit jeunes choisis par l'université d’État de Saint-Pétersbourg et venus d'horizon différents, mais tous issus du district fédéral du Nord-Ouest qui correspond à la partie européenne nord de Russie, région de loin la plus peuplée du pays (de Narian-Mar en Nénétsie et d'Arkhangelsk dans l'oblast d'Arkhangelsk, de Saint-Pétersbourg, de Vyborg et de Gatchina dans l'oblast de Léningrad, de Pskov dans l'oblast de Pskov, de Novgorod dans l'oblast de Novgorod et de Montchegorsk dans l'oblast de Mourmansk). Le délégué à la table ronde avec le G8 fut Gleb Nikitin, 16 ans, de Pskov.
- à cela s'ajoute une délégation de dix jeunes représentant des pays non membres du G8, en voie de développement. En 2007, ces pays représentés furent :  Algérie,  Brésil,  Cameroun,  Chine,  Éthiopie,  Moldavie,  République centrafricaine et  Tanzanie. Pour la première fois depuis la création du J8 en 2005, cette délégation a été représentée à la table ronde avec les dirigeants du G8 : il s'agissait alors d'Isaya Yunge, 17 ans, venant du port de Mwanza sur le lac Victoria au nord de la Tanzanie, président du Conseil junior de la république unie de Tanzanie, présentateur et gérant de radio spécialisé sur les questions de l'enfance et éducateur intervenant auprès des plus jeunes dans son pays pour parler des causes du SIDA/HIV et des moyens de s'en prémunir.

Les conclusions du J8 de 2007 ont porté essentiellement sur l'Afrique et plus généralement sur la lutte contre la pauvreté ainsi que contre la pandémie du SIDA, ainsi que sur l'environnement et le réchauffement climatique.
En 2010, le sommet du J8 fut annulé par l'UNICEF.
En 2015, le sommet du J7 est lancé et se déroule en Allemagne. Les participants rencontrent Angela Merkel ainsi que Manuela Schwesig et Steffen Seibert à qui ils soumettent un papier de position. Les délégations sont : 
- Allemagne : Lilian-June Genzel, Jessica Karrer, Sang-Jin Kim, Yolanda Flavia Stabel, Martin Wendiggensen, David Antonio Zuther.
- Canada : Gala Cockovska, Amira Dirie, Renee Groux, Tayjah Jameal Hall-Luckman, Hannah Linn, Gurujot Singh.
- États-Unis : Henry Goldberg, Jason Kim, Mélanie Ortiz Alvarez De La Campa, Dillan Prasad, Annajulia Munoz Santa Elena, Pranav Srinivasan.
- J7 summit 2015 participants with Chancellor Angela Merkel at the Federal Chancellery Photo: Bundesregierung/Denzel  France : Marilyn Blamèble, Alexandre Bolla, Marie Bros, Emmanuelle Charghinoff, Célia Chenin, Joseph Gotte Avdjian.

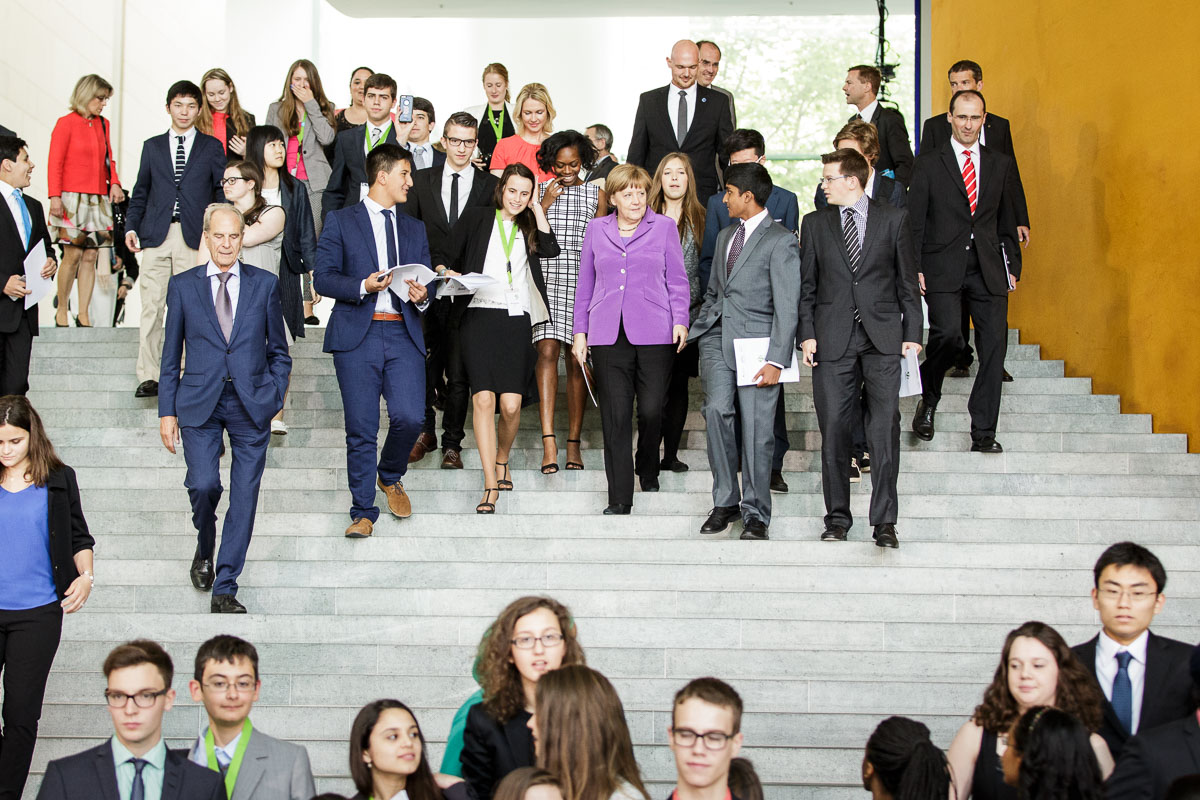
J7 summit 2015 participants with Chancellor Angela Merkel at the Federal Chancellery Photo: Bundesregierung/Denzel

- Italie : Silvia Borello, Jovana Kuzman, Nada Ladraa, Lorenzo Maria Mastrodicasa, Antonio Race, Giovanni Schiazza.
- Japon : Aine Adachi, Iriya Horiguchi, Chihiro Ishikawa, Miku Migita, Mizuki Sato, Ryota Yamaki.
- Royaume-Uni : Stella Benrenyi, Zeynep Binboga, Jonas Black, Emily Clark, Kelsey McGrotty, Matheus Felipe Santos.
- Une délégation de l'Union Européenne avec Krys Stof, Emma Young, Nikos Kotzias, Sofia Pais, Tadej Jezernik, Ria Jalonen. Ainsi qu'une délégation d'Afrique avec: Brighton Kauma, Beakal Fasil, Tabara Korka, Nombuso Mashelle, Gina Rosario.